# Camden Town Group
Pour les articles homonymes, voir Camden.

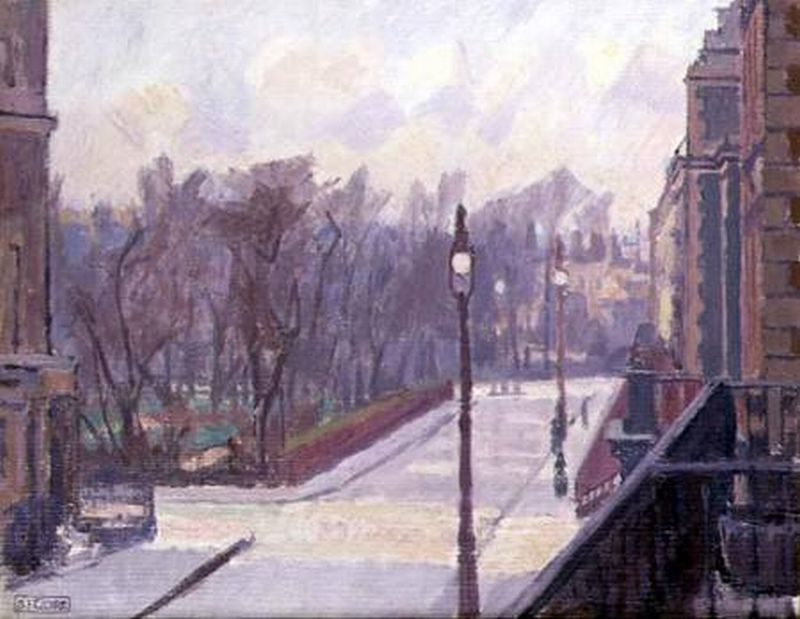
Harrington Square, vue depuis l'atelier de Walter Sickert, peinte par Spencer Frederick Gore (vers 1913).

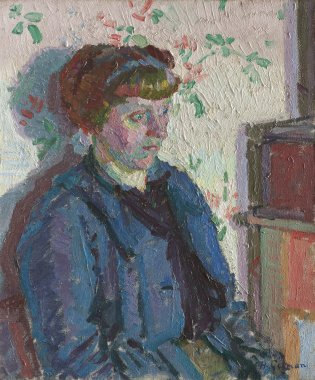
Harold Gilman : Portrait de Sylvia Gosse (1913), huile sur toile, Cleveland Museum of Art.

Le Camden Town Group (en français, le « groupe de Camden Town ») est le nom d'un rassemblement d'artistes britanniques postimpressionnistes, actif entre 1911 et 1913, s'inscrivant en rupture avec le conservatisme affiché de la Royal Academy of Arts. 
Leur nom vient du fait qu'ils se retrouvaient fréquemment dans l'atelier du peintre Walter Sickert situé sur Mornington Crescent, à Camden Town (Londres NW1).

## Histoire
En 1908, le critique Frank Rutter (en) fonde l'Allied Artists' Association et invite des artistes à s'inspirer du modèle du Salon des indépendants qui existait alors en France et d'exposer ensemble, faisant en quelque sorte sécession de la Royal Academy of Arts (un même mouvement sécessionniste était apparu en Allemagne quinze ans plus tôt).
De son côté, Walter Sickert, réunissait depuis 1906 dans l'un de ses ateliers alors situé 19 Fitzroy Street, quelques amis artistes, comme Spencer Frederick Gore, Lucien Pissarro, Harold Gilman et Charles Ginner.
En mars 1911, Sickert réunit ses amis peintres dans un restaurant situé à Camden, et il fut décidé de créer un groupe composé de 16 hommes seulement ; l'exclusion des femmes allait causer plus tard des tensions. Parmi les membres fondateurs du Camden Town Group on trouve Gilman, Spencer Frederick Gore (élu président), Pissarro, Walter Bayes, James Bolivar Manson (élu secrétaire général), Wyndham Lewis, Duncan Grant, Robert Bevan, Augustus John, Henry Lamb et Charles Ginner. Le dessinateur Alan Odle est aussi un proche du groupe, Adrian Allinson exécute son portrait avant 1914.
Certaines femmes artistes, bien qu'excluent sur le principe, jouèrent cependant un rôle important et participèrent aux réunions et aux expositions, comme Stanisława de Karłowska, Ethel Sands, Anna Hope Hudson et Marjorie Sherlock.
Ils sont influencés par Vincent van Gogh et Paul Gauguin. Ils organisent entre juin 1911 et décembre 1912 trois expositions de peintures post-impressionnistes et cubistes à la Carfax Gallery (24 Bury Street, Londres), mais en termes financiers ce fut un échec,,.
Certains de ces artistes décidèrent ensuite de rejoindre dès octobre-novembre 1913 The London Group. Influencé par le futurisme, Wyndham Lewis prend de son côté un chemin plus radical en 1913-1914, et associé à des créateurs, fonde le vorticisme.

## Membres
Ils décidèrent de limiter leur groupe à 16 membres, Maxwell Gordon Lightfoot mort après la première exposition ayant été remplacé par Duncan Grant.
- Walter Bayes
- Robert Bevan
- Malcolm Drummond
- Harold Gilman
- Charles Ginner
- Spencer Frederick Gore
- Duncan Grant
- James Dickson Innes
- Augustus John
- Henry Lamb
- Wyndham Lewis
- Maxwell Gordon Lightfoot
- James Boliver Manson
- Lucien Pissarro
- William Ratcliffe
- Walter Sickert
- John Doman Turner